# Ramal ferroviario Justo Daract-Cañada Verde
El Ramal Justo Daract - Cañada Verde pertenece al Ferrocarril General San Martín, Argentina. 

## Ubicación
Se halla en las provincias de San Luis en el Departamento General Pedernera y Córdoba en el Departamento General Roca.

## Características
Es un ramal de la red primaria del Ferrocarril General San Martín con una extensión de 125 km entre las ciudades de Justo Daract y Villa Huidobro.

## Historia
El ramal fue puesto en marcha en la década de 1900 por el Ferrocarril Buenos Aires al Pacífico y el Ferrocarril Bahía Blanca al Noroeste. Con la nacionalización de los ferrocarril en 1948, pasó a formar parte del Ferrocarril General San Martín.

## Imágenes

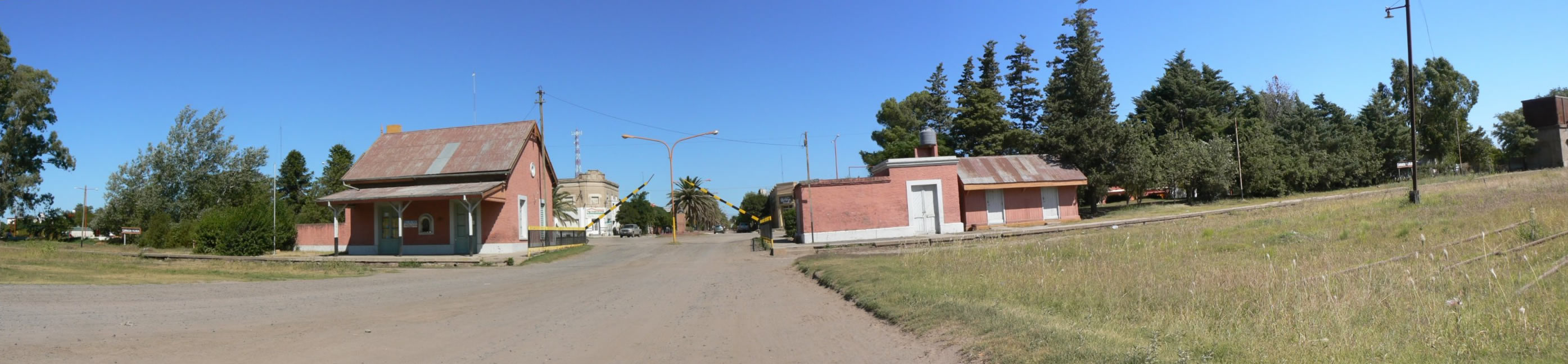
Estación Cañada Verde (2008).